# Центральный музей Тавриды
Центральный музей Тавриды — музей истории и природы Крыма в городе Симферополе. В залах представлены более 150 000 исторических, культурных, природных экспонатов, охватывающих все эпохи и основные события, происходившие на полуострове. Здание музея — объект культурного наследия народов РФ, охраняется государством.

## История

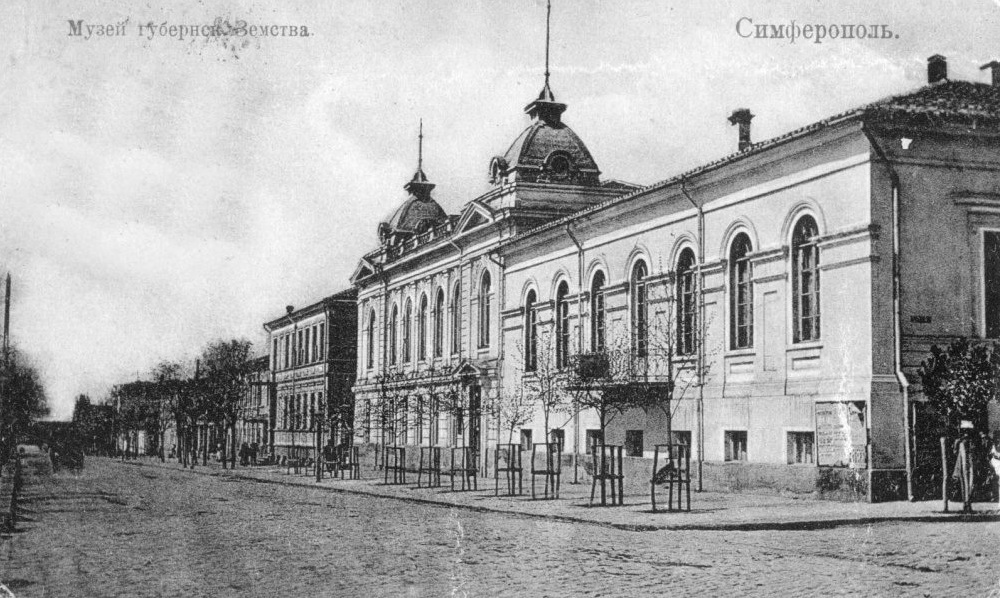
Музей губернского Земства (1895—1917). Ныне дом 17 по улице Карла Маркса. Почтовая карточка 1900-х годов

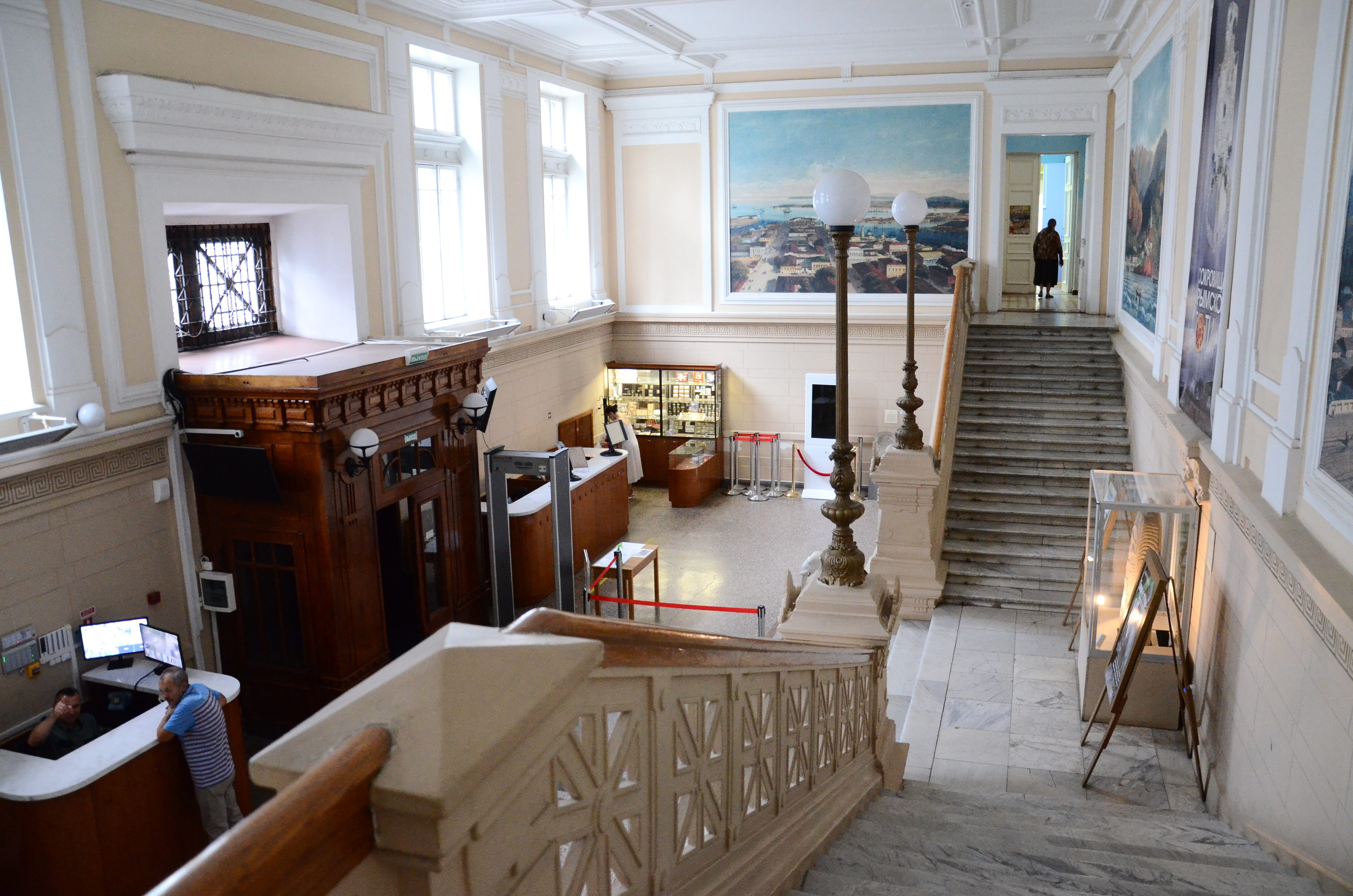
Интерьер музея

Собрание музея по праву считается одним из интереснейших в Крыму. История его восходит к Музею древностей Таврической ученой архивной комиссии (основан в 1887 году) и естественно-историческому музею Таврического земства.
Музей древностей создавался по инициативе Таврической ученой архивной комиссии (ТУАК), цель которой состояла в изучении архивных дел и отборе для бессрочного хранения наиболее значительных документов, представляющих историческую ценность.
Идея объединённого музея реализовалась лишь в 1921 году, когда был учреждён Центральный Музей Тавриды. Первоначально он размещался в двух зданиях: по улице Пушкинской,18, в бывшем приюте для девочек графини Адлерберг, и по улице Долгоруковской (в советское время ул. К. Либкнехта, 35) в особняке Офицерского собрания. С 1921 по 1931 год директором музея являлся Александр Полканов.
В 1927 году музей сосредоточился в здании на ул. Пушкинской, 18, кроме художественного отдела, оставленного по прежнему адресу, где и находился до 1993 года.
В структуре музея находится Научная библиотека Таврика имени А. Х. Стевена.
Годы Великой Отечественной войны нанесли музею значительный урон. В сложных условиях эвакуации и фашистской оккупации часть собраний оказалась безвозвратно утерянной. Многое удалось сохранить, спрятав в тайниках.
В 1945 году музей получил новое имя — Крымский краеведческий (с 1993 г. — республиканский).
После 2014 года в ходе реорганизации музейного дела в Крыму к музею в виде отделов присоединены несколько музеев городов Крыма, например, Алуштинский историко-краеведческий музей.
В начале ноября 2022 года в музее Тавриды разместили предметы искусства, вывезенные российской армией из Херсонского художественного музея.
8 июня 2023 года Центральный музей Тавриды включён в санкционный список Канады структур, связанных с кражей Россией украинских культурных ценностей  на оккупированных Россией территориях Украины.